# 코코 쾨니히
코코 쾨니히(Coco König, 1996년 ~ )는 오스트리아, 헝가리의 배우이다.

## 작품 목록
- 더 케어러 (2016)
- 어쌔신 크리드 (2016)